# Crocidura littoralis
Crocidura littoralis — вид ссавців родини Soricidae. Зустрічається в Камеруні, Центральноафриканській Республіці, Республіці Конго, Демократичній Республіці Конго, Кенії та Уганді. Його природне середовище існування — субтропічні або тропічні вологі рівнинні ліси.